# Abadan
Abadan (آبادان in persiano) è una città della provincia del Khūzestān, nell'Iran sudoccidentale, capoluogo dello shahrestān omonimo. Si trova sull'isola di Abadan, nel fiume Arvand. Ha una popolazione di 217.988 abitanti (censimento del 2006). La città è la sede di una importantissima raffineria di petrolio, distrutta nei primi anni ottanta durante il conflitto con l'Iraq e poi ricostruita.

## Etimologia del nome
Il nome arabo "Abadan" (ﻋﺒﺎﺩﺍﻥ), che già nel Medioevo identificava l'isola, potrebbe derivare da "fedele", "adoratore" (ﻋﺒﺎﺩ). D'altra parte, secondo quanto riportato da Beladori (892) la città sarebbe stata fondata da Abbad bin Hosayn Khabethi, che durante il governatorato di Hajjaj (epoca della dinastia Omayyade) vi avrebbe collocato una guarnigione; questo racconto permette di ipotizzare una diversa etimologia del nome dal persiano ab ("acqua") e pā ("guardia"), come suggerito da B. Farahvashi. A supporto di questa tesi si può anche portare il nome di "Apphana" citato da Tolomeo con riferimento a un'isola al largo della foce del Tigri, e anche il geografo Marcian riporta nei suoi scritti il nome di "Apphadana". La versione persiana del nome è entrata nell'uso comune, ed è stata adottata da un decreto ufficiale nel 1935.

## Storia
Si pensa che Abadan si sia originariamente sviluppata come una città portuale, con il nome di Abbaside. Dal XVII secolo in poi l'isola di Abadan fece parte dei territori della tribù araba dei Ka'ab (Bani Kaab). Parte di questa tribù, i Mohaysen, stabilì il proprio quartier generale a Mohammara (oggi nota come Khorramshahr), fino alla caduta dello sceicco Khaz'al Khan nel 1924.
Nel XX secolo nella regione vennero scoperti vasti giacimenti petroliferi. La Anglo-Persian Oil Company costruì la sua prima raffineria ad Abadan, iniziandola nel 1908, e completando i lavori nel 1913. Dal 1938 essa fu la più grande al mondo, oltre ad essere stato il primo impianto di raffinazione del petrolio costruito nel Medio Oriente: anche attualmente questo impianto rimane tra i più grandi al mondo.
Nel 1910 la popolazione si aggirava attorno ai 400 abitanti, ma con la costruzione della raffineria la città conobbe un rapido sviluppo economico e un conseguente incremento demografico, anche se i posti di lavoro nella raffineria furono occupati in buona parte da stranieri. Infatti meno del il 9% dei dirigenti della compagnia petrolifera erano originario del Khūzestān. La proporzione di nativi di Teheran, del Caspio, dell'Azerbaigian e del Kurdistan iranianoandava dal 4% delle tute blu al 22% degli impiegati, fino al 45% dei manager. Perciò mentre gli arabofoni erano concentrati negli strati bassi della forza lavoro, la classe dirigente divenne maggiormente distaccata ed in qualche modo straniera.

## La nazionalizzazione della raffineria di Abadan
Nel 1951 il primo ministro Mohammad Mossadeq nazionalizzò l'industria petrolifera iraniana (NIOC) ed in particolare la raffineria di Abadan, allora di proprietà della britannica Anglo-Iranian Oil Company, che ne era il cuore. Ne seguì una crisi internazionale, nota come la crisi di Abadan. Mossadeq sarà deposto da un colpo di Stato nel 1953 chiamato operazione Ajax, ma la raffineria resterà nazionalizzata. Dal 1958, la città è collegata da un oleodotto a Teheran.
Il 19 agosto 1978, il cinema Rex di Abadan fu oggetto di un disastroso attentato in cui morirono 700 persone.

Nel settembre del 1980, Abadan venne devastata da un attacco a sorpresa sul Khuzestan ad opera delle forze irachene, fatto che segnò l'inizio della guerra Iran-Iraq. Abadan fu assediata per 18 mesi, ma non venne mai conquistata. La maggior parte della città, inclusa la raffineria di petrolio che era la più grande al mondo (con una capacità di 680.000 barili al giorno), venne danneggiata o distrutta dall'assedio e dai bombardamenti. Prima del conflitto la popolazione era di circa 300.000 civili, ma al momento dell'armistizio la maggior parte di essa era fuggita.
Dopo la guerra, la prima preoccupazione fu quella di ricostruire la raffineria. Nel 1993 essa ricominciò una limitata attività, e dal 1997 ha raggiunto il medesimo livello produttivo che aveva prima del conflitto.
Nel 1992, all'incirca 85.000 persone erano ritornate a vivere nella città, ma negli anni successivi la popolazione crebbe, sino a raggiungere le 206.073 unità nel 2001.
Per festeggiare il centesimo anniversario della raffineria di greggio di Abadan (2013), le autorità cittadine e della NIOC hanno progettato e successivamente realizzato un "museo del petrolio".

## Luoghi di Interesse

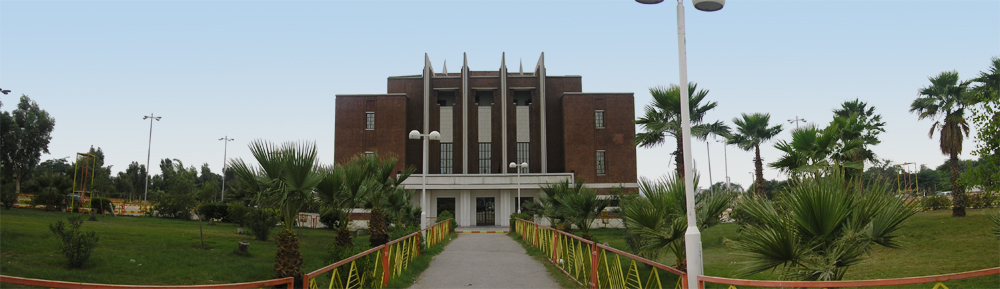
Il cinema Taj

L'Abadan Institute of Technology venne fondato nel 1939. L'istituto, specializzato in ingegneria e chimica petrolifera, venne concepito per formare la dirigenza della raffineria della città. Il nome della Scuola è da allora cambiato numerose volte, ma dal 1989 è stata considerata un Campus decentrato della Petroleum University of Technology di Teheran.
Ad Abadan si trova un aeroporto internazionale.

## Curiosità
- La raffineria di Abadan era rappresentata sul lato posteriore delle banconote da 100 rial stampate fra il 1971 e il 1973